# Біловський округ
Біло́вський округ (рос. Беловский округ) — муніципальний округ Кемеровської області Російської Федерації.
Адміністративний центр — село Вишньовка.

## Історія
Бачатський район з центром у селі Бочати утворено 4 вересня 1924 року у складі Кузнецького округу Сибірського краю на території колишньої Бачатської волості. Станом на 1926 рік до складу району входили 24 сільради. 30 липня 1930 року округи були ліквідовані, район увійшов до складу Західно-Сибірського краю. 10 травня 1931 року центр району перенесено до смт Білово, район перейменовано в Біловський район. 19 січня 1935 року із частини району утворено Гур'євский район. 28 вересня 1937 року район увійшов до складу Новосибірської області, 26 січня 1943 року — Кемеровської області. 4 червня 1963 року до складу району приєднано територію ліквідованого Гур'євського району, однак у січні 1987 року вони були розділені.
26 листопада 1992 року Бековська сільрада віднесена до категорії національних. Зі складу Гур'євського району до Біловського була передана Старобачатська селищна рада.
Станом на 2002 рік район поділявся на 1 селищну та 12 сільських рад:
| Поселення                        | Площа, км² | Населення, осіб (2002) | К-ть НП | Населені пункти                                                                              |
| -------------------------------- | ---------- | ---------------------- | ------- | -------------------------------------------------------------------------------------------- |
| Старобачатська селищна рада      | -          | 7134                   | 5       | селище міського типу Старобачати, село Артишта, селища Бускускан, Щебзавод, присілок Шестаки |
| Бековська сільська рада          | -          | 1756                   | 4       | села Беково, Челухоєво, селище Октябрський, присілок Верховська                              |
| Вишньовська сільська рада        | -          | 2192                   | 5       | села Вишньовка, Поморцево, Сидорьонково, селища Петровський, Степний                         |
| Євтінська сільська рада          | -          | 2823                   | 4       | села Євтіно, Каракан, Коновалово, присілок Новодубровка                                      |
| Зоринська сільська рада          | -          | 868                    | 2       | село Зоринське, селище Зоря                                                                  |
| Інюшинська сільська рада         | -          | 1011                   | 3       | присілки Інюшка, Рямова, Уроп                                                                |
| Коньовська сільська рада         | -          | 1886                   | 6       | село Коньово, селища Мереть, Проєктна, присілки Івановка, Калиновка, Новоросійка             |
| Менчерепська сільська рада       | -          | 2508                   | 6       | село Менчереп, селища Дунай-Ключ, Задубровський, Камешек, присілки Коротково, Хахаліно       |
| Моховська сільська рада          | -          | 2327                   | 1       | село Мохово                                                                                  |
| Новобачатська сільська рада      | -          | 1663                   | 2       | село Новобачати, селище імені Ільїча                                                         |
| Пермяківська сільська рада       | -          | 2622                   | 4       | села Новохудяково, Пермяки, присілки Каралда, Чигір                                          |
| Сніжинська сільська рада         | -          | 1566                   | 3       | селища Сніжинський, Убінський, присілок Осиновка                                             |
| Старопестерьовська сільська рада | -          | 5026                   | 2       | село Старопестерьово, присілок Грамотеїно                                                    |

17 грудня 2004 року район отримав статус муніципального, селищна та сільські ради перетворено в сільські поселення, присілок Грамотеїно передано до складу Біловського міського округу:
| Поселення                             | Площа, км² | Населення, осіб (2010) | К-ть НП | Населені пункти                                                                            |
| ------------------------------------- | ---------- | ---------------------- | ------- | ------------------------------------------------------------------------------------------ |
| Бековське сільське поселення          | -          | 1591                   | 4       | села Беково, Челухоєво, селище Октябрський, присілок Верховська                            |
| Вишньовське сільське поселення        | -          | 2142                   | 5       | села Вишньовка, Поморцево, Сидорьонково, селища Петровський, Степний                       |
| Євтінське сільське поселення          | -          | 3809                   | 5       | села Євтіно, Каракан, Коновалово, селище Новий Каракан, присілок Новодубровка              |
| Інюшинське сільське поселення         | -          | 753                    | 3       | присілки Інюшка, Рямова, Уроп                                                              |
| Коньовське сільське поселення         | -          | 2306                   | 7       | село Коньово, селища Мереть, Проєктна, Убінська, присілки Івановка, Калиновка, Новоросійка |
| Менчерепське сільське поселення       | -          | 2203                   | 6       | село Менчереп, селища Дунай-Ключ, Задубровський, Камешек, присілки Коротково, Хахаліно     |
| Моховське сільське поселення          | -          | 2184                   | 1       | село Мохово                                                                                |
| Новобачатське сільське поселення      | -          | 1555                   | 2       | село Новобачати, селище імені Ільїча                                                       |
| Пермяківське сільське поселення       | -          | 2223                   | 4       | села Новохудяково, Пермяки, присілки Каралда, Чигір                                        |
| Старобачатське сільське поселення     | -          | 6444                   | 5       | село Артишта, селища Бускускан, Старобачати, Щебзавод, присілок Шестаки                    |
| Старопестерьовське сільське поселення | -          | 4994                   | 5       | села Зоринське, Старопестерьово, селища Зоря, Сніжинський, присілок Осиновка               |

4 квітня 2013 року кількість сільських поселень зменшилась до 8, центр району перенесено до села Вишневка:
- ліквідоване Вишньовське сільське поселення, територія увійшла до складу Євтінського сільського поселення;
- ліквідоване Коньовське сільське поселення, територія увійшла до складу Моховського сільського поселення;
- ліквідоване Інюшинське сільське поселення, територія увійшла до складу Старопестерьовського сільського поселення.

1 червня 2021 року район перетворено в муніципальний округ, при цьому були ліквідовані усі сільські поселення:
| Поселення                             | Площа, км² | Населення, осіб (2019) | К-ть НП | Населені пункти |
| ------------------------------------- | ---------- | ---------------------- | ------- | --- |
| Бековське сільське поселення          | 122,41     | 1135                   | 4       | села Беково, Челухоєво, селище Октябрський, присілок Верховська                                                                         |
| Євтінське сільське поселення          | 398,35     | 5397                   | 10      | села Вишньовка, Євтіно, Каракан, Коновалово, Поморцево, Сидорьонково, селище Новий Каракан, Петровський, Степний, присілок Новодубровка |
| Менчерепське сільське поселення       | 220,46     | 2024                   | 6       | село Менчереп, селища Дунай-Ключ, Задубровський, Камешек, присілки Коротково, Хахаліно                                                  |
| Моховське сільське поселення          | 238,39     | 4073                   | 8       | села Коньово, Мохово, селища Мереть, Проєктна, Убінська, присілки Івановка, Калиновка, Новоросійка                                      |
| Новобачатське сільське поселення      | 126,84     | 1305                   | 2       | село Новобачати, селище імені Ільїча |
| Пермяківське сільське поселення       | 1134,91    | 1917                   | 4       | села Новохудяково, Пермяки, присілки Каралда, Чигір                                                                                     |
| Старобачатське сільське поселення     | 504,42     | 6444                   | 5       | село Артишта, селища Бускускан, Старобачати, Щебзавод, присілок Шестаки                                                                 |
| Старопестерьовське сільське поселення | 438,27     | 5296                   | 8       | села Зоринське, Старопестерьово, селища Зоря, Сніжинський, присілок присілки Інюшка, Осиновка, Рямова, Уроп                             |

## Населення
Населення — 26589 осіб (2019; 30204 в 2010, 33382 у 2002).

## Населені пункти
| №  | Населений пункт        | Населення, осіб (2002) | Населення, осіб (2010) |
| -- | ---------------------- | ---------------------- | ---------------------- |
| 1  | Артишта, село          | 315                    | 263                    |
| 2  | Беково, село           | 764                    | 704                    |
| 3  | Бускускан, селище      | 267                    | 223                    |
| 4  | Верховська, присілок   | 232                    | 198                    |
| 5  | Вишньовка, село        | 612                    | 737                    |
| 6  | Дунай-Ключ, селище     | 338                    | 288                    |
| 7  | Євтіно, село           | 1050                   | 941                    |
| 8  | Задубровський, селище  | 201                    | 167                    |
| 9  | Зоринське, село        | 657                    | 579                    |
| 10 | Зоря, селище           | 211                    | 184                    |
| 11 | Івановка, присілок     | 580                    | 588                    |
| 12 | імені Ільїча, селище   | 227                    | 213                    |
| 13 | Інюшка, присілок       | 509                    | 334                    |
| 14 | Калиновка, присілок    | 151                    | 152                    |
| 15 | Камешек, селище        | 76                     | 66                     |
| 16 | Каракан, село          | 1078                   | 908                    |
| 17 | Каралда, присілок      | 662                    | 522                    |
| 19 | Коновалово, село       | 533                    | 497                    |
| 18 | Коньово, село          | 434                    | 320                    |
| 20 | Коротково, присілок    | 444                    | 389                    |
| 21 | Менчереп, село         | 1265                   | 1108                   |
| 22 | Мереть, селище         | 190                    | 179                    |
| 23 | Мохово, село           | 2327                   | 2184                   |
| 24 | Новий Каракан, селище  | 1413                   | 1290                   |
| 25 | Новобачати, село       | 1436                   | 1342                   |
| 26 | Новодубровка, присілок | 162                    | 173                    |
| 27 | Новоросійка, присілок  | 301                    | 258                    |
| 28 | Новохудяково, село     | 253                    | 147                    |
| 29 | Октябрський, селище    | 80                     | 74                     |
| 30 | Осиновка, присілок     | 279                    | 220                    |
| 31 | Пермяки, село          | 1706                   | 1553                   |
| 32 | Петровський, селище    | 180                    | 152                    |
| 33 | Поморцево, село        | 575                    | 517                    |
| 34 | Проєктна, селище       | 230                    | 242                    |
| 35 | Рямова, присілок       | 97                     | 90                     |
| 36 | Сидорьонково, село     | 529                    | 500                    |
| 37 | Сніжинський, селище    | 697                    | 725                    |
| 38 | Старобачати, селище    | 4725                   | 4382                   |
| 39 | Старопестерьово, село  | 3644                   | 3286                   |
| 40 | Степний, селище        | 296                    | 236                    |
| 41 | Убінський, селище      | 590                    | 567                    |
| 42 | Уроп, присілок         | 405                    | 329                    |
| 43 | Хахаліно, присілок     | 184                    | 185                    |
| 44 | Челухоєво, село        | 680                    | 615                    |
| 45 | Чигір, присілок        | 1                      | 1                      |
| 46 | Шестаки, присілок      | 298                    | 274                    |
| 47 | Щебзавод, селище       | 1529                   | 1302                   |